# Astyanax cocibolca
Astyanax cocibolca är en fiskart som beskrevs av Bussing 2008. Astyanax cocibolca ingår i släktet Astyanax och familjen Characidae. Inga underarter finns listade.